# ZNF446
ZNF446 (англ. Zinc finger protein 446) – білок, який кодується однойменним геном, розташованим у людей на довгому плечі 19-ї хромосоми. Довжина поліпептидного ланцюга білка становить 450 амінокислот, а молекулярна маса — 48 957.
| 10         |  | 20         |  | 30         |  | 40         |  | 50         |
| ---------- |  | ---------- |  | ---------- |  | ---------- |  | ---------- |
| MPSPLGPPCL |  | PVMDPETTLE |  | EPETARLRFR |  | GFCYQEVAGP |  | REALARLREL |
| CCQWLQPEAH |  | SKEQMLEMLV |  | LEQFLGTLPP |  | EIQAWVRGQR |  | PGSPEEAAAL |
| VEGLQHDPGQ |  | LLGWITAHVL |  | KQEVLPAAQK |  | TEEPLGSPHP |  | SGTVESPGEG |
| PQDTRIEGSV |  | QLSCSVKEEP |  | NVDGQEVAPS |  | SPPLAAQSPE |  | GNHGHQEPAS |
| TSFHPPRIQE |  | EWGLLDRSQK |  | ELYWDAMLEK |  | YGTVVSLGLP |  | PHQPEAQAQS |
| ELGMLLTGTG |  | VCRSLRSGNE |  | SEGPPGCPEA |  | QPPQGPGPAA |  | WEGLSGAATP |
| APTVRPGTPP |  | VPTQPTPAET |  | RLEPAATPRK |  | PYTCEQCGRG |  | FDWKSVFVIH |
| HRTHTSGPGV |  | QSPGLATGES |  | TEKPPQGEVA |  | FPHHPRRSLT |  | GPRSYPCEEC |
| GCSFSWKSQL |  | VIHRKSHTGQ |  | RRHFCSDCGR |  | AFDWKSQLVI |  | HRKGHRPEVP |
|            |  |            |  |            |  |            |  |            |

A: Аланін

C: Цистеїн

D: Аспарагінова кислота

E: Глутамінова кислота

F: Фенілаланін

G: Гліцин

H: Гістидин

I: Ізолейцин

K: Лізин

L: Лейцин

M: Метіонін

N: Аспарагін

P: Пролін

Q: Глутамін

R: Аргінін

S: Серин

T: Треонін

V: Валін

W: Триптофан

Кодований геном білок за функцією належить до фосфопротеїнів. 
Задіяний у таких біологічних процесах, як транскрипція, регуляція транскрипції, альтернативний сплайсинг. 
Білок має сайт для зв'язування з іонами металів, іоном цинку, ДНК. 
Локалізований у ядрі.